# Celemantia
Celemantia (česky Kelemantia) je archeologická lokalita na Slovensku u obce Iža v okrese Komárno na břehu Dunaje. Nacházel se zde římský vojenský tábor, který byl součástí Limes Romanus. Na protějším břehu Dunaje ležel legionářský tábor Brigetio, dnes Szőny v Maďarsku. První dřevěné opevnění vzniklo v době markomanských válek a bylo záhy zničeno po germánském útoku v roce 179. Kamenná pevnost byla vybudována nedlouho poté za císaře Commoda.
V červenci 2021 byla archeologická lokalita společně s dalšími místy na Slovensku, v Rakousku a Německu zapsána na seznam světového dědictví UNESCO pod společným názvem „Hranice Římské říše - Dunajský limes (západní část)“.

## Charakteristika
Kastel (castrum) v Iži byl jedinou římskou limitní pevností, jež byla na tomto úseku hranic předsunuta na levou stranu Dunaje. Ležela proti legionářskému táboru Brigetio, který stál v římské provincii Panonie. Z bývalého tábora v Kelemantii se do dnešních dní zachovaly pouze zbytky základových zdí, jejichž značná část padla za oběť těžbě stavebního kamene. O tomto starořímském opevnění nejsou žádné zápisy v dochovaných antických písemných zprávách ani v dosud objevených nápisových památkách. Zmiňují se o něm až cestovatelé v 18. a 19. století. První vykopávky zde vedl rodák z Iže János Tóth-Kurucz počátkem 20. století. Další výzkumy se uskutečnily v letech 1932, 1955 a 1957 za účasti prof. Bedřicha Svobody. Od roku 1978 zde Archeologický ústav Slovenské akademie věd prováděl systematický výzkum pod vedením Tita Kolníka, Jána Rajtára a za účasti Kláry Kuzmové.
Kastel v Iži patřil do rozsáhlého hraničního pevnostního systému Limes Romanus, který Římané budovali na ochranu provincií proti útokům Germánů ze severu. Od 1. do 4. století na území Slovenska sídlily kmeny Markomanů a Kvádů.

## Popis
Kastel tvořilo jedenáct vojenských kasárenských budov. Všechny měly stejnou orientaci, stejnou stavební konstrukci a dvoutraktové členění. Byly rozmístěny do ulic vedle sebe v pravidelných odstupech 4–4,5 m. Byly 44–48 m dlouhé a 11–12 m široké. Jejich jižní a severní kratší strany byly ukončeny v liniích paralelních s tokem Dunaje. Zdi ze čtvercových nepálených cihel uhnětených z jílovité či pískovité hlíny neměly žádné základy a byly postaveny přímo na původní úroveň terénu. Jejich tloušťka dosahovala 100–125 cm. Jednotlivé vrstvy zdí tvořily tři nebo čtyři vedle sebe v řadách uložené cihly spojované blátovou maltou. Pro vstupy do jednotlivých místností byly ve zdích jednoduše vynechány 90–100 cm široké mezery. Podél vnějších stěn byly vždy vyhloubeny žlaby pro odvod dešťové vody ze střech. Ty pak ústily do větších sběrných kanálů. Většinu podlah tvořila tenká vrstva udupané hlíny. V některých místnostech byla i dlažba z nepálených cihel uložená ve vrstvě žlutého písku. Jednotlivé místnosti byly rozčleněny na menší prostory lehkými příčkami z dřevěných trámků vyplétaných proutím a vymazaných hlínou.